# Warmness on the Soul
Warmness on the Soul è il primo EP del gruppo musicale statunitense Avenged Sevenfold, pubblicato l'8 agosto 2001 dalla Goodlife Recordings.

## Descrizione
Contiene tre brani originariamente pubblicati nel primo album del gruppo, Sounding the Seventh Trumpet, con l'aggiunta di una nuova versione di To End the Rapture (la stessa apparsa nella riedizione di Sounding the Seventh Trumpet del 2002) e il videoclip della title track.

## Video musicale
Il videoclip mostra scene del gruppo mentre suona vicino ad una spiaggia, con Zacky Vengeance come chitarrista solista, ed è incentrato su una donna che cerca i componenti del gruppo sparsi per le strade della città. Verso la fine del video, il gruppo sale sul palco per terminare il brano.

## Tracce
1. Warmness on the Soul (Single Version) – 4:20
2. Darkness Surrounding – 4:50
3. We Come Out at Night – 4:45
4. To End the Rapture (Heavy Metal Version) – 1:20
5. Warmness on the Soul (Video) – 4:46

## Formazione
- Shadows – voce
- Synyster Gates – chitarra solista
- Zacky Vengeance – chitarra
- Justin Sane – basso, pianoforte
- The Reverend – batteria